# Исарн I (граф Рибагорсы)

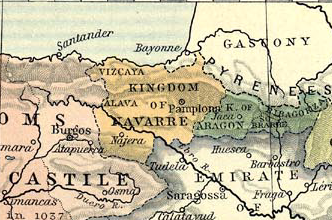
Графство Рибагорса на карте Северной Испании первой половины XI века

Иса́рн I (кат. Isarn I; погиб 25 февраля 1003) — граф Рибагорсы (около 990—1003; в 960/970—около 990 — граф-соправитель), представитель Рибагорсской династии.

## Биография
Исарн был третьим сыном графа Рибагорсы Рамона II. После смерти отца, скончавшегося в 960 или 970 году, Исарн I был соправителем своих старших братьев, сначала Унифреда I, а затем Арнау I. Точная дата смерти графа Арнау неизвестна, но датированная приблизительно 990 годом дарственная хартия монастырю Оварра, данная Исарном, его матерью Гарсендой и сестрой Тодой, говорит о нём как об уже умершем. После смерти брата графом Рибагорсы был провозглашён Исарн I, вероятно, разделивший управление графством с Тодой.
О правлении Исарна I известно очень мало. Исторические источники свидетельствуют, что он был первым с начала X века графом Рибагорсы, участвовавшем в Реконкисте. В начале 1003 года хаджиб Кордовского халифата Абд аль-Малик аль-Музаффар совершил поход в Барселонское графство. Первоначально успех был на стороне каталонцев, войско которых под командованием графа Барселоны Рамона Борреля I и графа Урхеля Эрменгола I одержало победу над маврами и их союзниками-леонцами в битве при Торе. Однако 25 февраля Абд аль-Малику аль-Музаффару удалось нанести крупное поражение каталонскому войску в битве при Альбесе. Христиане понесли большие потери, а несколько знатных лиц погибли или попали в плен. Среди убитых был и граф Исарн I.
Неизвестно, был ли граф Рибагорсы Исарн I женат. От связи с женщиной по имени Гарсенда он имел одного внебрачного сына Гильема, который из-за своего незаконного происхождения не смог занять престол графства. Поэтому правительницей Рибагорсы была провозглашена младшая сестра Исарна I, графиня Тода.